# Skiff (pêche)
Pour les articles homonymes, voir Skiff (homonymie).

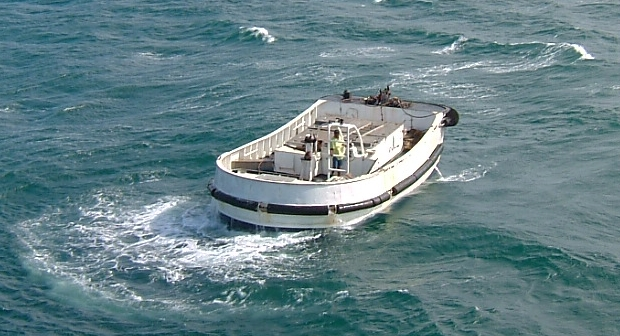
Skiff de thonier senneur.

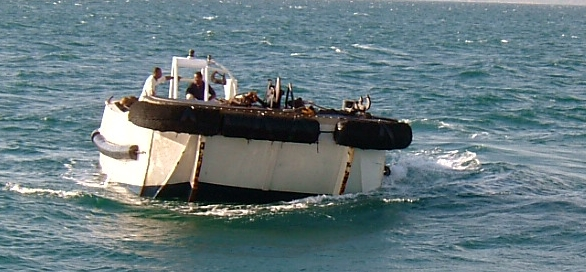
Skiff de thonier senneur.

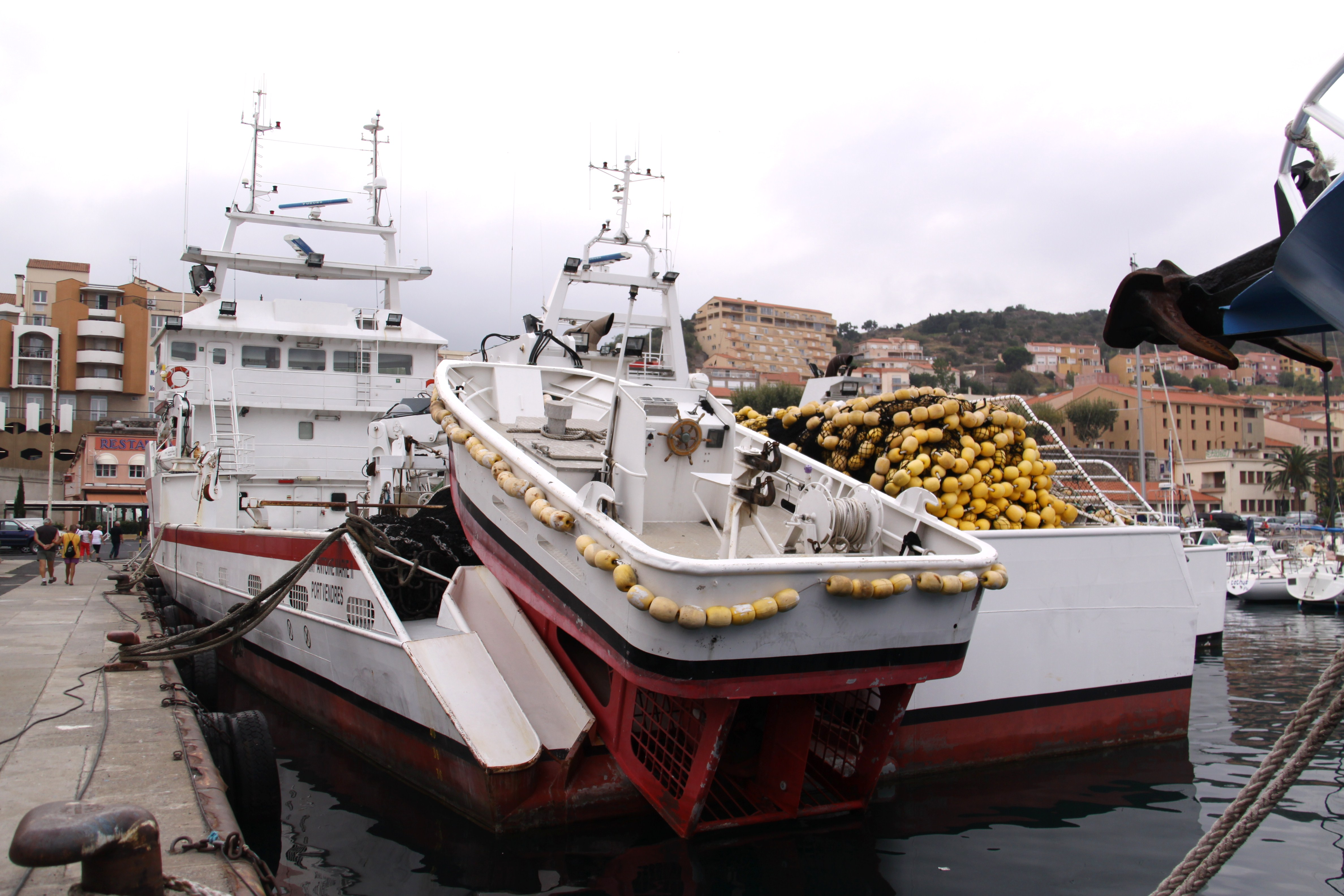
Un skiff de thonier-senneur sur sa rampe.

Le skiff est une embarcation annexe d'un thonier senneur congélateur, utilisé pour maintenir la senne lorsque le thonier fait le cercle autour du poisson. À la mer, le skiff est mis à poste sur la rampe arrière du thonier et est paré à être largué, il entraînera avec lui la senne.